# 666 Ways to Love: Prologue
666 Ways to Love: Prologue – minialbum fińskiego zespołu rockowego HIM, wydany 19 października 1996 roku, w nakładzie 1000 sztuk, w Finlandii.
Lista utworów:
1. Stigmata Diaboli 2:55
2. Wicked Game 3:56
3. Dark Secret Love 5:19
4. The Heartless 7:25

Minialbum osiąga teraz na aukcjach wysokie ceny, ponieważ każdy fan chce mieć go w swojej kolekcji.

## Twórcy
- Ville Valo – wokal
- Mikko Paananen – gitara basowa
- Lily Lazer – gitara
- Oki – gitara rytmiczna
- Patka Rantala – perkusja
- Antto Einari Melasniemi – keyboard